# Afghanische Cricket-Nationalmannschaft in Simbabwe in der Saison 2015/16
Die Tour der afghanischen Cricket-Nationalmannschaft nach Simbabwe in der Saison 2015/16 fand vom 16. bis zum 28. Oktober 2015 statt. Die internationale Cricket-Tour war Bestandteil der Internationalen Cricket-Saison 2015/16 und umfasste fünf ODIs und zwei Twenty20s. Afghanistan gewann die ODI-Serie 3–2 und die Twenty20-Serie 2–0.

## Vorgeschichte
Simbabwe spielte zuvor eine Tour gegen Irland, während es für Afghanistan die erste Tour der Saison war.
Das letzte Aufeinandertreffen der beiden Mannschaften bei einer Tour fand in der Saison 2014 in Simbabwe statt.

## Stadion
Das folgende Stadion wurden für die Tour als Austragungsort vorgesehen und am 2. Oktober 2015 bekanntgegeben.
| Stadion            | Stadt    | Kapazität | Spiele                   |
| ------------------ | -------- | --------- | ------------------------ |
| Queens Sports Club | Bulawayo | 9.000     | 1. – 5. ODI; 1. & 2. T20 |

## Kaderlisten
Die Mannschaften gaben die folgenden Kader bekannt.
| ODI | ODI | Twenty20 | Twenty20 |
| Simbabwe | Afghanistan | Simbabwe | Afghanistan |
| --- | --- | --- | --- |
| - Elton Chigumbura (K) - Brian Chari - Chamu Chibhabha - Tendai Chisoro - Craig Ervine - Luke Jongwe - Neville Madziva - Wellington Masakadza - Tinotenda Mutombodzi - Richmond Mutumbami (wk) - Taurai Muzarabani - John Nyumbu - Tinashe Panyangara - Sikandar Raza - Sean Williams | - Asghar Stanikzai (K) - Aftab Alam - Amir Hamza - Dawlat Zadran - Fareed Ahmad - Hashmatullah Shahidi - Mirwais Ashraf - Mohammad Nabi - Mohammad Shahzad (wk) - Najibullah Zadran - Nawroz Mangal - Noor Ali Zadran - Samiullah Shenwari - Shafiqullah - Shapoor Zadran | - Elton Chigumbura (K) - Brian Chari - Chamu Chibhabha - Tendai Chisoro - Craig Ervine - Luke Jongwe - Neville Madziva - Wellington Masakadza - Tinotenda Mutombodzi - Richmond Mutumbami (wk) - Taurai Muzarabani - John Nyumbu - Tinashe Panyangara - Sikandar Raza - Sean Williams | - Asghar Stanikzai (K) - Aftab Alam - Amir Hamza - Fareed Ahmad - Gulbadin Naib - Karim Sadiq - Mirwais Ashraf - Mohammad Nabi - Mohammad Shahzad (wk) - Nawroz Mangal - Rashid Khan - Samiullah Shenwari - Shafiqullah - Shapoor Zadran - Usman Ghani |

## Tour Matches
| 8. Oktober Scorecard | Bulawayo (BAC) | Afghanistan 356-5 (50)          | – | Zimbabwe Chairman’s XI 286 (48.1) |
|                      |                | Afghanistan gewinnt mit 70 Runs |   |                                   |

| 10. Oktober Scorecard | Bulawayo (BAC) | Afghanistan 226 (49)            | – | Zimbabwe Chairman’s XI 204 (44.1) |
|                       |                | Afghanistan gewinnt mit 22 Runs |   |                                   |

## One-Day Internationals

### Erstes ODI in Bulawayo
| 16. Oktober Scorecard | Bulawayo | Afghanistan 122 (34.1)         | – | Simbabwe 126-2 (23.2) |
|                       |          | Simbabwe gewinnt mit 8 Wickets |   |                       |

### Zweites ODI in Bulawayo
| 18. Oktober Scorecard | Bulawayo | Afghanistan 271-6 (50)          | – | Simbabwe 213 (46.4) |
|                       |          | Afghanistan gewinnt mit 58 Runs |   |                     |

### Drittes ODI in Bulawayo
| 20. Oktober Scorecard | Bulawayo | Afghanistan 223-8 (50)         | – | Simbabwe 229-4 (49.4) |
|                       |          | Simbabwe gewinnt mit 7 Wickets |   |                       |

### Viertes ODI in Bulawayo
| 22. Oktober Scorecard | Bulawayo | Simbabwe 184-8 (50)               | – | Afghanistan 185-7 (46.4) |
|                       |          | Afghanistan gewinnt mit 3 Wickets |   |                          |

### Fünftes ODI in Bulawayo
| 24. Oktober Scorecard | Bulawayo | Afghanistan 245-9 (50)          | – | Simbabwe 172 (44.1) |
|                       |          | Afghanistan gewinnt mit 73 Runs |   |                     |

## Twenty20 Internationals

### Erstes Twenty20 in Bulawayo
| 26. Oktober Scorecard | Bulawayo | Simbabwe 153-5 (20)               | – | Afghanistan 154-4 (19.1) |
|                       |          | Afghanistan gewinnt mit 6 Wickets |   |                          |

### Zweites Twenty20 in Bulawayo
| 28. Oktober Scorecard | Bulawayo | Simbabwe 190-6 (20)               | – | Afghanistan 191-5 (19.5) |
|                       |          | Afghanistan gewinnt mit 5 Wickets |   |                          |